# مهرجان كان للمسلسلات
مهرجان كان للمسلسلات (بالفرنسية: Festival Canneséries)، المعروف أيضًا باسم مهرجان كان الدولي للمسلسلات، هو مهرجان دولي مخصص للمسلسلات التلفزيونية من جميع أنحاء العالم، على غرار أحد أهم المهرجانات السينمائية في التاريخ وهو مهرجان كان السينمائي. يرجع تأسيسه إلى عام 2018، وهو يُقام كل عام في مدينة كان في جنوب فرنسا.

## فكرة المهرجان
في 16 ديسمبر 2015، اتصلت فلور بيليرين (وزيرة الثقافة الفرنسية آنذاك) بلورنس هيرزبرغ (مديرة منتدى الصور ومهرجان الشغف بالمسلسلات الباريسي Séries Mania الذي تم إنشاؤه عام 2010) لتجهيز نموذج لمهرجان دولي كبير للمسلسلات التلفزيونية في فرنسا. في سبتمبر من عام 2016، بعد إقصاء فلور بيليرين من الحكومة الفرنسية، تولت متابعة الفكرة وزيرة الثقافة الجديدة أودري أزولاي، بناءً على تقرير من المركز القومي الفرنسي للسينما والصور المتحركة في CNC، تم ترشيح خمس مدن فرنسية وهي: باريس وبوردو وليل ونيس وكان لإقامة المهرجان المُقترَح. أخيرًا، في عام 2017، تم اختيار مدينة ليل (وكان من أنصار اختيار تلك المدينة بشكل خاص كزافييه برتراند، رئيس المنطقة ومارتين أوبري، عُمدة مدينة ليل). قرر عُمدة مدينة كان، ديفيد ليسنارد، عدم الالتزام بهذا الاختيار، وعلى الرغم من عدم اختيار مدينته، أصرَّ عُمدة مدينة كان على أن يُنشئ مهرجانًا للمسلسلات على أرض المدينة الفرنسية. اتصلت مدينة كان بلورنس هيرزبرغ، لكنها اختارت العمل مع فريقها في مهرجان الشغف بالمسلسلات الباريسي Séries Mania الذين تواجدوا بالفعل في مدينة ليل وبدعم من المركز القومي الفرنسي للسينما والصور المتحركة في CNC والحكومة الفرنسية، بما في ذلك رئيس مجلس الإدارة رودولف بيلمر (المدير السابق لمجموعة "القناة بلس" وعضو مجلس إدارة نتفليكس). في وقت لاحق، قبلت فلور بيليرين أن تكون رئيسة لمهرجان كان للمسلسلات في نسخته الأولى في أبريل من عام 2018.

## نشأة المهرجان
بعد إثارة الجدل بمهرجان كان السينمائي عام 2017 بسبب مشاركة فيلمَين لنتفليكس بالمسابقة الرسمية، ومن ثم عرض مسلسلَين بشكل خاص من صناعة فائزَين سابقًا بجائزة السعفة الذهبية وهما: جين كامبيون وديفيد لينش، وزاد الطين بلَّة إعلان اللجنة المُنظِّمة لمهرجان كان السينمائي وضع شرط جديد لقبول الأفلام المشاركة في المسابقة في الأعوام التالية وهو التوزيع والعرض الطبيعي في دور السينما بفرنسا؛ فكانت المبادرة بالبدء في تنظيم حدث فني على منوال مهرجان كان السینمائي للأفلام لاستقطاب ألمع نجوم الفن والإخراج والكتابة في مجال المسلسلات في شكل إقامة النسخة الأولى من مهرجان كان للمسلسلات تحت عنوان Festival Canneséries في عام 2018.

## جوائز المهرجان
يُقدِّم مهرجان كان للمسلسلات ستة جوائز وهي:
- جائزة أفضل موسيقى .
- جائزة أفضل نص .
- جائزة أفضل أداء .
- جائزة أفضل مسلسل قصير .
- جائزة أفضل مسلسل.
- جائزة لجنة التحكيم .

### جائزة خاصة
تُمنح جائزة خاصة بعنوان جائزة التنوُّع (Variety) من مهرجان كان للمسلسلات للعمل المتميز لممثل أو ممثلة؛ وذلك لأعمال فنية أيقونية لاقت مراجعات إيجابية بشكل جيد من الجمهور والنقاد، سواء في السينما أو التلفزيون أو على المسرح، وقد فاز بها على الترتيب طبقاً لتاريخ منح الجائزة:
- في عام 2018:  ميشيل دوكري
- في عام 2019:  ديانا ريج
- في عام 2020:  جوديث لايت

## مهرجان كان للمسلسلات (2018)
أُقيمت النسخة الأولى من مهرجان كان للمسلسلات من يوم الأربعاء الموافق 4 أبريل 2018 إلى يوم الأربعاء الموافق 11 أبريل 2018.
وقد قام  الممثل كيان خجندي بتقديم الحفل الختامي للمهرجان في نسخته الأولى.
| علم الدولة       | الاسم                 | الدور                                           |
| ---------------- | --------------------- | ----------------------------------------------- |
| الولايات المتحدة | هارلان كوبن           | رئيس لجنة التحكيم (كاتب وروائي أمريكي)          |
| ألمانيا          | باولا بير             | عضو لجنة التحكيم (ممثلة ألمانية)                |
| فرنسا            | أودري فوشيه           | عضو لجنة التحكيم (كاتبة ومخرجة فرنسية)          |
| تركيا            | مليسا سوزن            | عضو لجنة التحكيم (ممثلة تركية)                  |
| تشيلي - كندا     | كريستوبال تابيا ديفير | عضو لجنة التحكيم (مُلحن وموزع موسيقي تشيلي كندي) |
| الولايات المتحدة | مايكل كينيث ويليامز   | عضو لجنة التحكيم (ممثل أمريكي)                  |

### المسلسلات المترشحة لجوائز المهرجان لعام 2018
| علم الدولة       | اسم المسلسل           |
| المكسيك          | Aqui en la Tierra     |
| إيطاليا          | Cacciatore The Hunter |
| أسبانيا          | Felix                 |
| الولايات المتحدة | Killing Eve           |
| إسرائيل          | Miguel                |
| كوريا الجنوبية   | Mother                |
| النرويج          | States of Happiness   |
| ألمانيا          | The Typist            |
| بلجيكا           | Undercover            |
| إسرائيل          | When Heroes Fly       |
| ---------------- | --------------------- |

### المسلسلات خارج المنافسة لعام 2018
| علم الدولة       | اسم المسلسل                           |
| فرنسا - بلجيكا   | Versailles saison 3                   |
| الولايات المتحدة | La Vérité sur l'affaire Harry Quebert |
| المملكة المتحدة  | Safe                                  |
| ---------------- | ------------------------------------- |

### المسلسلات الفائزة بجوائز المهرجان لعام 2018
| علم الدولة | جائزة                      | عن مسلسل                  |
| إسرائيل    | أفضل مسلسل لعام 2018       | When Heroes Fly           |
| إيطاليا    | أفضل مسلسل مُترجم لعام 2018 | Cacciatore The Hunter     |
| إسرائيل    | خاصة لمسلسل أسباني مُترجم   | la distribution de Miguel |
| كندا       | أفضل مسلسل رقمي لعام 2018  | Dominos                   |
| النرويج    | أفضل سيناريو لعام 2018     | State of Hapiness         |
| النرويج    | أفضل موسيقى لعام 2018      | State of Hapiness         |
| ---------- | -------------------------- | ------------------------- |

## مهرجان كان للمسلسلات (2019)
أُقيمت النسخة الثانية من مهرجان كان للمسلسلات من الجمعة الموافق 5 أبريل 2019 إلى يوم الأربعاء الموافق 11 أبريل 2019، أي أقل بيومين من مدة انعقاد الإصدار الأول من المهرجان عام (2018).
وقد قام  الممثل ومُقدِّم البرامج والمُغنّي وكاتب السيناريو الفرنسي السيد بولب بتقديم الحفل الختامي للمهرجان في نسخته الثانية.
| علم الدولة              | الاسم                | الدور                                                       |
| ----------------------- | -------------------- | ----------------------------------------------------------- |
| سويسرا - ألمانيا        | باران بو أودر        | رئيس لجنة التحكيم (مخرج وكاتب سيناريو ألماني وُلد في سويسرا) |
| المملكة المتحدة         | ستيفن فراي           | عضو لجنة التحكيم (ممثل ومخرج وكاتب سيناريو بريطاني)         |
| إيطاليا                 | مريم ليون            | عضو لجنة التحكيم (ممثلة وعارضة ومقدمة برامج إيطالية)        |
| فرنسا - المملكة المتحدة | إيما ماكي            | عضو لجنة التحكيم (ممثلة وعارضة بريطانية وُلدت في فرنسا)      |
| فرنسا                   | روبين كوديرت         | عضو لجنة التحكيم (مُلحن ومُغنٍ مؤلف فرنسي)                     |
| كندا                    | كاثرين وينيك         | عضو لجنة التحكيم (ممثلة كندية وُلدت في أوكرانيا)             |
| النرويج                 | جوزفين فريدا بيترسين | عضو لجنة التحكيم (ممثلة وعارضة أزياء نرويجية)               |

### المسلسلات المترشحة لجوائز المهرجان لعام 2019
| علم الدولة       | اسم المسلسل                   |
| الولايات المتحدة | The Feed                      |
| النرويج          | Magnus                        |
| أسبانيا          | Perfect life                  |
| ألمانيا          | Bauhaus                       |
| ألمانيا          | How to sell drugs online fast |
| بلجيكا           | Studio Tarara                 |
| بلجيكا           | The 12                        |
| اليابان          | Junichi                       |
| روسيا            | The outbreak                  |
| إسرائيل          | Nehama                        |
| ---------------- | ----------------------------- |

| علم الدولة       | اسم المسلسل                        |
| المملكة المتحدة  | Do no distrub                      |
| كندا             | La maison des folles               |
| الولايات المتحدة | Golde Revenge                      |
| كندا             | Teodore pas de H                   |
| الأرجنتين        | The Fucking Liars                  |
| استراليا         | Robbie Hood                        |
| فرنسا            | Simone & moi, une amitié mécanique |
| الأرجنتين        | Noche de amor                      |
| استراليا         | Over and out                       |
| كندا             | Warigami                           |
| ---------------- | ---------------------------------- |

### المسلسلات خارج المنافسة لعام 2019
| علم الدولة       | اسم المسلسل     |
| فرنسا            | Vernon Subutex  |
| المملكة المتحدة  | Beecham House   |
| الولايات المتحدة | Now Apocalypse  |
| الولايات المتحدة | Nos4A2          |
| الولايات المتحدة | The Rook        |
| المملكة المتحدة  | Years and Years |
| ---------------- | --------------- |

### المسلسلات الفائزة بجوائز المهرجان لعام 2019
| علم الدولة | جائزة                      | سُلمت إلى                                     | عن مسلسل            |
| أسبانيا    | أفضل مسلسل لعام 2019       | ليتسيا دوليرا                                | Perfect Life de     |
| استراليا   | أفضل مسلسل قصير لعام 2019  | كونور فان فورين                              | Over and out        |
| إسرائيل    | أفضل مسلسل مُترجم لعام 2019 | رشيف ليفي                                    | Nehama              |
| ألمانيا    | أفضل موسيقى لعام 2019      | جوليان ماس وكريستوف إم كايزر                 | Bauhaus - A New Era |
| بلجيكا     | أفضل سيناريو لعام 2019     | بيرت فان دايل وساني نوينز                    | The Twelve          |
| أسبانيا    | خاصة لمسلسل أسباني مُترجم   | ليتسيا دوليرا وسيليا فريجيرو وعائشة فيلاجران | Perfect Life        |
| ---------- | -------------------------- | -------------------------------------------- | ------------------- |

## مهرجان كان للمسلسلات (2020)
كان من المقرر مبدئيًا عقد النسخة الثالثة من مهرجان كان للمسلسلات من يوم الجمعة الموافق 27 مارس 2020 إلى يوم الأربعاء الموافق 1 أبريل 2020. ولكن نظرًا لاستمرار انتشار جائحة فيروس كورونا (كوفيد-19)، فقد تقرر قبل أيام قليلة من بدء المهرجان تأجيله ليُقام من 9 إلى 14 أكتوبر 2020.
وقد قام  الممثل وكاتب السيناريو والمُخرج فرانك جاستمبيد بتقديم الحفل الختامي للمهرجان في نسخته الثالثة.
| علم الدولة       | الاسم           | الدور                                          |
| ---------------- | --------------- | ---------------------------------------------- |
| فرنسا            | لايتيتيا عيدو   | رئيس لجنة التحكيم (ممثلة فرنسية وُلدت في لبنان) |
| فرنسا            | جورجي فيتوسي    | عضو لجنة التحكيم (ممثل فرنسي)                  |
| الولايات المتحدة | راندي كيربر     | عضو لجنة التحكيم (مُلحن موسيقي أمريكي)          |
| فرنسا            | روكساني ميسكيدا | عضو لجنة التحكيم (ممثلة وعارضة أزياء فرنسية)   |
| فرنسا            | كارولين بروست   | عضو لجنة التحكيم (ممثلة ومُخرجة فرنسية)         |
| فرنسا            | جان بسكال زادي  | عضو لجنة التحكيم (ممثل ومُخرج ومغني راب فرنسي)  |

### المسلسلات الفائزة بجوائز المهرجان لعام 2020[17]
| علم الدولة      | جائزة                               | عن مسلسل            |
| السويد          | أفضل مسلسل لعام 2020                | Partisan            |
| الأرجنتين       | أفضل مسلسل قصير لعام 2020           | Broder              |
| روسيا           | أفضل مسلسل مُترجم لعام 2020          | 257 Reasons to Live |
| بلجيكا - هولندا | خاصة لمسلسل أسباني مُترجم            | Red Light           |
| السويد          | أفضل موسيقى لعام 2020               | Top Dog             |
| فرنسا           | أفضل سيناريو لعام 2020              | Moloch              |
| فرنسا           | صحيفة "الباريسي-Le Parisien" العامة | Validé              |
| بلجيكا - هولندا | "المدارس الثانوية-Lycées"           | Red Light           |
| --------------- | ----------------------------------- | ------------------- |